# Willie Green
Willie Julius Green (Detroit, 28 de julho de 1981) é um ex-jogador e atual treinador de basquete que é o treinador principal do New Orleans Pelicans da National Basketball Association (NBA).
Ele foi selecionado pelo Seattle SuperSonics como a 41ª escolha geral no draft da NBA de 2003 e foi posteriormente adquirido pelo Philadelphia 76ers. Além dos 76ers, Green também jogou pelo New Orleans Hornets, Atlanta Hawks, Los Angeles Clippers e Orlando Magic.

## Carreira profissional

### Philadelphia 76ers (2003–2010)
Green se formou em 1999 na Cooley High School. depois de uma carreira universitária na Universidade de Detroit Mercy, ele foi selecionado pelo Seattle SuperSonics como a 41º escolha geral no draft da NBA de 2003. Ele foi negociado no mesmo dia para o Philadelphia 76ers em troca de Paccelis Morlende.
Green deveria assinar novamente com os Sixers durante a offseason de 2005, mas sofreu uma lesão no dia da assinatura do contrato. Em 23 de março de 2006, ele assinou oficialmente com os Sixers, e em 4 de abril de 2006, ele foi ativado e marcou 9 pontos contra o Cleveland Cavaliers.
Em 4 de abril de 2007, no jogo final do Sixers da temporada de 2006-07, Green marcou 37 pontos contra o Toronto Raptors.
Durante a temporada de 2007-08, Green teve seus recordes da carreira em jogos disputados (74, todos como titular), minutos jogados (26,6), rebotes (2,5), assistências (2,0), e pontos (12.4).

### New Orleans Hornets (2010-2011)
Em 23 de setembro de 2010, Green foi negociado para o New Orleans Pelicans, junto com Jason Smith, em troca de Darius Songaila e Craig Brackins.

### Atlanta Hawks (2011–2012)
Em 22 de dezembro de 2011, Green assinou um contrato de 3 anos e US$4.2 milhões com o Atlanta Hawks.

### Los Angeles Clippers (2012–2014)
Em 30 de julho de 2012, Green foi contratado pelo Los Angeles Clippers em troca de Sofoklis Schortsanitis.
Em 29 de junho de 2014, ele foi dispensado pelos Clippers.

### Orlando Magic (2014-2015)
Em 30 de junho de 2014, Green foi contratado pelo Orlando Magic.

## Carreira de treinador
Em 9 de agosto de 2016, Green foi contratado pelo Golden State Warriors como assistente técnico. Ele ganhou seu primeiro título quando os Warriors derrotaram o Cleveland Cavaliers nas finais de 2017. Green ganhou seu segundo títulos consecutivo quando os Warriors derrotaram os Cavaliers nas finais da NBA de 2018.
Em 26 de junho de 2019, ele foi contratado como assistente técnico do Phoenix Suns.
Em 22 de julho de 2021, Green foi nomeado treinador do New Orleans Pelicans. Depois de começar a temporada com um recorde de 1-12, Green levou os Pelicans a um recorde de 36-46, terminando em nono na Conferência Oeste e garantindo uma vaga no Play-In. Os Pelicans venceriam o San Antonio Spurs e o Los Angeles Clippers a caminho de sua primeira vaga nos playoffs desde a temporada de 2017-18. Green e os Pelicans acabariam sendo derrotados pelo Phoenix Suns, ex-time de Green, na primeira rodada.

## Estatísticas na NBA

### Como jogador

#### Temporada regular
| Ano      | Equipe        | PJ  | PT  | MPJ  | AP   | 3P   | LL   | RT  | AS  | BR | TO | PPJ  |
| -------- | ------------- | --- | --- | ---- | ---- | ---- | ---- | --- | --- | -- | -- | ---- |
| 2003–04  | Philadelphia  | 53  | 0   | 14.5 | .401 | .311 | .728 | 1.2 | 1.0 | .5 | .1 | 6.9  |
| 2004–05  | Philadelphia  | 57  | 21  | 18.7 | .366 | .286 | .776 | 2.3 | 1.8 | .6 | .1 | 7.7  |
| 2005–06  | Philadelphia  | 10  | 2   | 15.3 | .424 | .526 | .800 | 1.5 | .5  | .2 | .0 | 7.0  |
| 2006–07  | Philadelphia  | 74  | 36  | 24.9 | .411 | .325 | .667 | 2.1 | 1.5 | .8 | .1 | 11.3 |
| 2007–08  | Philadelphia  | 74  | 74  | 26.6 | .436 | .285 | .757 | 2.5 | 2.0 | .7 | .3 | 12.4 |
| 2008–09  | Philadelphia  | 81  | 60  | 22.6 | .435 | .317 | .729 | 1.6 | 2.0 | .7 | .2 | 8.5  |
| 2009–10  | Philadelphia  | 73  | 18  | 21.3 | .457 | .346 | .833 | 1.8 | 2.1 | .4 | .2 | 8.7  |
| 2010–11  | New Orleans   | 77  | 13  | 21.7 | .443 | .348 | .780 | 2.1 | 1.0 | .5 | .2 | 8.7  |
| 2011–12  | Atlanta       | 53  | 2   | 17.4 | .471 | .442 | .857 | 1.5 | .8  | .4 | .1 | 7.6  |
| 2012–13  | L.A. Clippers | 72  | 60  | 16.5 | .461 | .428 | .719 | 1.3 | .8  | .4 | .2 | 6.3  |
| 2013–14  | L.A. Clippers | 55  | 9   | 15.8 | .376 | .339 | .824 | 1.4 | .9  | .4 | .2 | 5.0  |
| 2014–15  | Orlando       | 52  | 2   | 18.3 | .386 | .347 | .824 | 1.5 | 1.3 | .5 | .1 | 5.9  |
| Carreira | Carreira      | 731 | 297 | 19.4 | .422 | .358 | .774 | 1.7 | 1.3 | .5 | .1 | 8.0  |

#### Playoffs
| Ano      | Equipe        | PJ | PT | MPJ  | AP   | 3P   | LL    | RT  | AS  | BR | TO | PPJ |
| -------- | ------------- | -- | -- | ---- | ---- | ---- | ----- | --- | --- | -- | -- | --- |
| 2005     | Philadelphia  | 5  | 0  | 12.6 | .444 | .222 | .900  | 1.8 | .6  | .2 | .0 | 5.4 |
| 2008     | Philadelphia  | 6  | 6  | 23.7 | .431 | .200 | .643  | 1.3 | 2.0 | .8 | .7 | 9.0 |
| 2009     | Philadelphia  | 6  | 6  | 24.7 | .412 | .364 | .333  | 1.0 | 1.2 | .0 | .2 | 7.8 |
| 2011     | New Orleans   | 6  | 0  | 14.0 | .389 | .222 | .571  | .8  | .7  | .3 | .0 | 5.7 |
| 2012     | Atlanta       | 5  | 0  | 12.6 | .462 | .250 | .000  | 1.6 | .6  | .0 | .0 | 2.6 |
| 2013     | L.A. Clippers | 3  | 0  | 6.7  | .667 | .000 | 1.000 | 1.0 | .7  | .3 | .0 | 2.0 |
| 2014     | L.A. Clippers | 5  | 0  | 3.8  | .200 | .250 | 1.000 | 1.4 | .2  | .6 | .0 | 1.0 |
| Carreira | Carreira      | 36 | 12 | 14.0 | .429 | .215 | .635  | 1.2 | .8  | .3 | .1 | 4.7 |

### Como treinador
| Time        | Ano     | Temporada regular | Temporada regular | Temporada regular | Temporada regular | Temporada regular      | Playoffs | Playoffs | Playoffs | Playoffs | Playoffs                 |
| Time        | Ano     | J                 | V                 | D                 | %                 | Classificação          | J        | V        | D        | %        | Resultado final          |
| ----------- | ------- | ----------------- | ----------------- | ----------------- | ----------------- | ---------------------- | -------- | -------- | -------- | -------- | ------------------------ |
| New Orleans | 2021–22 | 82                | 36                | 46                | .439              | 3° na Divisão Sudoeste | 6        | 2        | 4        | .333     | Perdeu na primera rodada |